# Championnat de France masculin de water-polo 2024-2025
Navigation
Édition précédente Édition suivante
Le Championnat de France de water-polo Elite 2024-2025 est une compétition organisée par la Fédération française de natation (126e édition du championnat de France de water-polo).
Originellement disputé à dix, le championnat se joue avec huit équipes qui s'opposent en une série de 14 journées pour le compte de la phase régulière. En fonction de leur classement, les clubs disputeront soit les playoffs, soit la finale pour la 5e place, soit les barrages.

## Équipes participantes
Le 11 septembre 2024, le club des Enfants de Neptune de Tourcoing annonce son redressement judiciaire et ne participera pas Championnat de France Elite.
Plus tard, nous apprenons que le Cercle 93, vice-champion de France en titre, ne participera pas à la compétition et jouera en Nationale 2.
| \| Pays d'Aix Natation CN Marseille Sète NEDD Montpellier WP Nice Stade de Reims Strasbourg Taverny SN 95 \| Localisation des clubs engagés dans le championnat de France Elite. |
| Pays d'Aix Natation CN Marseille Sète NEDD Montpellier WP Nice Stade de Reims Strasbourg Taverny SN 95                                                                           |

| Club                    | Classement 2023-2024 | Entraîneur          | Président             | Piscine                       | Taille bassin | Capacité théorique | Ville           |
| ----------------------- | -------------------- | ------------------- | --------------------- | ----------------------------- | ------------- | ------------------ | --------------- |
| CN Marseille            | 1er                  | Miloš Šćepanović    | Paul Leccia           | Bassin Pierre Garsau          | 50 m          | 1 200              | Marseille       |
| Pays d'Aix Natation     | 3e                   | Alexandre Donsimoni |                       | Piscine Yves-Blanc            | 50 m          | 1 200              | Aix en Provence |
| Team Strasbourg         | 4e                   | Olivier Chandieu    | Roland Schmitt        | Piscine de la Kibitzenau      | 50 m          |                    | Strasbourg      |
| Sète Natation EDD       | 6e                   | Matthieu Fournier   |                       | Piscine olympique d'Antigone  | 50 m          | 2 000              | Sète            |
| Montpellier WP          | 7e                   | Fabien Vasseur      | Christophe Spilliaert | Piscine olympique d'Antigone  | 50 m          | 2 000              | Montpellier     |
| Stade de Reims Natation | 8e                   | Sasa Krivokapic     |                       | Complexe aquatique de Reims   | 50 m          |                    | Reims           |
| O. Nice Natation        | 9e                   | Jovan Cakic         | Jean Monnot           | Piscine Jean-Bouin            | 50 m          |                    | Nice            |
| Taverny SN 95           | 10e (N1)             | Samuel Nardon       | Bruno Chastagner      | Piscine municipale de Taverny |               |                    | Taverny         |

## Saison régulière
Le classement est calculé avec le barème de points suivant :
- la victoire vaut trois points,
- la victoire aux tirs au but vaut deux points,
- la défaite aux tirs au but vaut un point,
- la défaite vaut zéro point.

En cas de match nul, à la fin du temps réglementaire, une séance de tirs au but désigne le vainqueur du match.
À la mi-saison, les huit équipes les mieux classées se qualifient pour le Trophée Pierre Garsau (Coupe de France masculine de water-polo). Le club hôte de la compétition est qualifié automatiquement. Si celui-ci n'est pas dans le top 8 à la mi-saison, les sept meilleures équipes au classement se qualifient.
Au terme de la phase régulière, les équipes à égalité sont départagées d'après le score cumulé de leurs deux matches. Si nécessaire, les scores cumulés puis le nombre de buts inscrits face à chacune des autres équipes, selon leur classement, seront utilisés, voire une séance de tirs au but dans les cas ultimes.